# Magánbeszélgetés (film)
A Magánbeszélgetés (eredeti cím: The Conversation) 1974-ben bemutatott amerikai neo-noir bűnügyi filmthriller, melynek rendezője, forgatókönyvírója és producere Francis Ford Coppola. A főbb szerepekben Gene Hackman, John Cazale, Allen Garfield, Cindy Williams, Frederic Forrest, Harrison Ford, Teri Garr, és Robert Duvall látható.
Világpremierje az 1974-es cannes-i filmfesztiválon volt, ahol Arany Pálmát nyert. A mozikban 1974. április 7-én debütált a Paramount Pictures forgalmazásában. Pozitív kritikákat kapott, a 47. Oscar-gálán három kategóriában jelölték Oscarra: legjobb film, legjobb eredeti forgatókönyv és legjobb hang.

## Cselekmény
Harry Caul San Franciscó-i profi lehallgató szakember. Magánéletét megszállottan igyekszik védeni, miután egy korábbi munkája következményeként hárman életüket vesztették. Csapatával együtt felbéreli őt egy Igazgató névre hallgató megbízó, feladata egy parkban sétáló fiatal pár beszélgetésének a rögzítése. Caulnak a háttérzaj ellenére sikerül kiváló felvételeket készítenie, melyen félreérthető információk is elhangzanak. 
Habár Caul folyamatosan bizonygatja, nem felelős azért, hogy ügyfelei mit kezdenek a felvételekkel, mégis bűntudat gyötri és katolikus hitével is nehezen egyezteti össze munkáját. Legújabb felvételein a fiatal pár szájából elhangzik egy veszélyesnek tűnő mondat, „megölne minket, ha lehetősége lenne rá” és a szakemberen egyre jobban elhatalmasodik az üldözési mánia. A felvételt nem sikerül átadnia az Igazgatónak, ezután Caul úgy hiszi, követik és megtévesztik őt.  
A szalagot egy Meredith nevű prostituált (akivel Caul együtt tölt egy éjszakát) ellopja, majd Caul egy telefonhívást kap Martin Stett-től, az Igazgató asszisztensétől, mely szerint a megbízó nem tud tovább várni. Caul megtudja, hogy a felvételen az Igazgató felesége hallható, aki házasságtörő viszonyt folytat valakivel. A közelgő gyilkosságtól tartó Caul hotelszobát bérel a felvételen elhangzó szoba mellett és fültanúja lesz egy heves veszekedésnek. Caul abban a meggyőződésben, hogy egy gyilkosság tanúja volt, betör a szobába, de először semmilyen bizonyítékot nem talál. Amikor azonban lehúzza a WC-t, abból vér tör fel.
Caul konfrontálódni akar megbízójával, de a feleség és annak szeretője életben van. Egy újságcikk szerint egy vezetőségi tag halálos autóbalesetet szenvedett és Caul felfedezi: az Igazgató volt az áldozat, akit a fiatal pár gyilkolt meg. A felvételt ugyanis félreértette, mert a pár – bár valóban tartott az Igazgatótól –, végig a férj megölését tervezte. 
Stett figyelmezteti Cault, ne kezdjen magánnyomozásba és lejátssza a telefonban Caul szaxofonjátékát, utalva rá, hogy a férfi otthonát lehallgatják. Caul eszeveszetten feldúlja a teljes lakást és megsemmisít majdnem minden tárgyat, kivéve a hangszerét. A film végén Caul egyedül szaxofonozik a szétvert lakásban.

## Szereplők
| Szerep                    | Színész          | Magyar hang             | Magyar hang             |
| Szerep                    | Színész          | 1. szinkron (1987–1988) | 2. szinkron (1997–2001) |
| ------------------------- | ---------------- | ----------------------- | ----------------------- |
| Harry R. Caul             | Gene Hackman     | Haumann Péter           | Rajhona Ádám            |
| Stanley „Stan” Ross       | John Cazale      | Szacsvay László         | Tarján Péter            |
| William P. „Bernie” Moran | Allen Garfield   | Ujlaki Dénes            | Csuja Imre              |
| Ann                       | Cindy Williams   | Jani Ildikó             | Kökényessy Ági          |
| Mark                      | Frederic Forrest | Dunai Tamás             | Czvetkó Sándor          |
| Martin Stett              | Harrison Ford    | Felföldi László         | Viczián Ottó            |
| Paul                      | Michael Higgins  | Dobránszky Zoltán       | Rubold Ödön             |
| Meredith                  | Elizabeth MacRae | Földessy Margit         | Csomor Csilla           |
| Amy Fredericks            | Teri Garr        | N/A                     | Juhász Judit            |
| Lurleen                   | Phoebe Alexander | N/A                     | N/A                     |
| recepciós                 | Mark Wheeler     | Balázsi Gyula           | N/A                     |
| pantomimes                | Robert Shields   | nem szólal meg          | nem szólal meg          |
| az Igazgató               | Robert Duvall    | Pathó István            | N/A                     |

## Fogadtatás

### Kritikai visszhang
A Rotten Tomatoes 134 kritikus véleményét összegezve 93%-ra értékelte. A weboldal szöveges összefoglalója szerint: „Ez a feszült, paranoid thriller Francis Ford Coppolát a legjobb formájában mutatja be, és meglepően előremutató érveket fogalmaz meg a technológia társadalomban betöltött szerepéről, amelyek ma is visszhangra találnak.”
Roger Ebert korabeli kritikájában négyből négy csillagra értékelte a filmet, és a Hackman által megformált szereplőt „az egyik legmegrendítőbb és legtragikusabb filmes karakternek” nevezte. Később Ebert hozzáadta a filmet a legjobb alkotásokat tartalmazó listájához és 2001-es kritikájában megjegyezte, „a Magánbeszélgetés egy másik korból és másik helyről származik, mint a mai thrillerek, melyek oly gyakran együgyűek”.
1995-ben a Kongresszusi Könyvtár Filmmegőrzési bizottsága beválasztotta az amerikai nemzeti filmregiszterbe, „mint kulturális, történelmi vagy esztétikai értéke miatt örök időkre megőrzésre érdemes alkotást”.

### Fontosabb díjak és jelölések
| Díj                        | Kategória                            | Jelölt                                              | Eredmény | Ref.   |
| -------------------------- | ------------------------------------ | --------------------------------------------------- | -------- | ------ |
| Oscar-díj                  | legjobb film                         | Francis Ford Coppola                                | Jelölve  | [ 8 ]  |
| Oscar-díj                  | legjobb eredeti forgatókönyv         | Francis Ford Coppola                                | Jelölve  | [ 8 ]  |
| Oscar-díj                  | legjobb hang                         | Walter Murch és Art Rochester                       | Jelölve  | [ 8 ]  |
| BAFTA-díj                  | legjobb rendező                      | Francis Ford Coppola                                | Jelölve  | [ 9 ]  |
| BAFTA-díj                  | legjobb férfi főszereplő             | Gene Hackman                                        | Jelölve  | [ 9 ]  |
| BAFTA-díj                  | legjobb forgatókönyv                 | Francis Ford Coppola                                | Jelölve  | [ 9 ]  |
| BAFTA-díj                  | legjobb vágás                        | Walter Murch és Richard Chew                        | Elnyerte | [ 9 ]  |
| BAFTA-díj                  | legjobb hang                         | Art Rochester, Nat Boxer, Mike Ejve és Walter Murch | Elnyerte | [ 9 ]  |
| Cannes-i filmfesztivál     | a Nemzetközi Filmfesztivál Nagydíja  | Francis Ford Coppola                                | Elnyerte | [ 10 ] |
| Directors Guild of America | legjobb rendező (mozifilm)           | Francis Ford Coppola                                | Jelölve  | [ 11 ] |
| Golden Globe-díj           | legjobb filmdráma                    | –                                                   | Jelölve  | [ 12 ] |
| Golden Globe-díj           | legjobb rendező                      | Francis Ford Coppola                                | Jelölve  | [ 12 ] |
| Golden Globe-díj           | legjobb forgatókönyv                 | Francis Ford Coppola                                | Jelölve  | [ 12 ] |
| Golden Globe-díj           | legjobb férfi főszereplő (filmdráma) | Gene Hackman                                        | Jelölve  | [ 12 ] |
| National Board of Review   | legjobb film                         | –                                                   | Elnyerte | [ 13 ] |
| National Board of Review   | legjobb rendező                      | Francis Ford Coppola                                | Elnyerte | [ 13 ] |
| National Board of Review   | legjobb férfi főszereplő             | Gene Hackman                                        | Elnyerte | [ 13 ] |
| National Board of Review   | legjobb 10 film                      | –                                                   | Elnyerte | [ 13 ] |

## Fordítás
- Ez a szócikk részben vagy egészben  a   The Conversation című angol Wikipédia-szócikk ezen változatának fordításán alapul.  Az eredeti cikk szerkesztőit annak laptörténete sorolja fel. Ez a jelzés csupán a megfogalmazás eredetét és a szerzői jogokat jelzi, nem szolgál a cikkben szereplő információk forrásmegjelöléseként.